# Хорхе Фернандо Кастро
Хорхе Фернандо Кастро (ісп. Jorge Fernando Castro; 18 серпня 1967, Калета-Олівія, Санта-Крус) — аргентинський професійний боксер, чемпіон світу за версією WBA (1994—1995) у середній вазі.

## Професіональна кар'єра
Хорхе Фернандо Кастро мав тривалу кар'єру. Дебютував на профірингу 1987 року. Виступаючи переважно в Аргентині і провівши півсотні боїв, завоював титули чемпіона Аргентини і Південної Америки у першій середній вазі. 13 грудня 1991 року вийшов на бій проти чемпіона світу за версією WBC у першій середній вазі Террі Норріса (США) і програв одностайним рішенням.
30 червня 1992 року в нетитульному бою програв одностайним рішенням висхідній зірці боксу Рою Джонсу (США).
12 серпня 1994 року вийшов на бій за вакантний титул чемпіона світу за версією WBA у середній вазі проти Реджі Джонсона (США) і здобув перемогу розділеним рішенням. Здобувши перемогу у першому захисті нокаутом над Алексом Рамосом (США), 10 грудня 1994 року вийшов на бій проти ексчемпіона Джона Девід Джексона (США). Напружений поєдинок двох приблизно рівних за силою та майстерністю бійців проходив з перемінною перевагою. В дев'ятому раунді американець затис аргентинця біля канатів, викидаючи велику кількість ударів. Чемпіон у відповідь завдав точного лівого бокового удару, і претендент опинився у нокдауні. Джексон підвівся і продовжив бій, та Кастро знов збив його з ніг. Після відліку рефері і продовження бою Кастро втретє надіслав суперника в нокдаун, після чого рефері просигналізував про зупинку бою. Бій між Джоном Девід Джексоном і Хорхе Фернандо Кастро був визнаний боєм 1994 року за версією журналу «Ринг».
В наступних боях Кастро здобув перемоги над Ентоні Ендрюсом (Гаяна) і Реджі Джонсоном (вдруге). 19 грудня 1995 року в Токіо вийшов на бій проти місцевого бійця Такехара Сіндзі і програв одностайним рішенням, втративши звання чемпіона.
1997 року Кастро провів два десятираундових боя з легенданим панамцем Роберто Дюраном, вигравши перший бій в Аргентині, але програвши матч-реванш у Панамі. 20 лютого 1998 року дав бій-реванш Джону Девід Джексону, цього разу вигравши одностайним рішенням суддів.
16 грудня 2000 року Хорхе Фернандо Кастро здійснив спробу відібрати звання чемпіона WBC у першій важкій вазі у Хуана Карлос Гомеса (Куба), але зазнав поразки технічним нокаутом в десятому раунді.
1 лютого 2002 року вийшов на бій проти чемпіона IBF у першій важкій вазі Василя Жирова (Казахстан) і програв одностайним рішенням.
18 червня 2005 року Хорхе Кастро потрапив в автомобільну аварію, де зазнав травм легенів і численних переламів, після чого довго відновлювався. 2006 року спрбував повернутися до боксу, але програв бій з Хосе Луїсом Еррерою, після чого вирішив завершити спортивну кар'єру.